# Udgir
Udgir, est une ville et un conseil municipal du district de Latur dans l'État indien du Maharashtra. Lors du recensement de l'Inde de 2011, sa population s'élève à 103 550 habitants.